# Vladas Katkevičius
Vladas Katkevičius (* 18. März 1937 in Kaunas; † 13. Dezember 2009) war ein litauischer Ingenieur und Elektromechaniker, Professor und Politiker.

## Leben
Nach dem Abitur 1955 an der Mittelschule Kaunas absolvierte Katkevičius von 1955 bis 1961 das Diplomstudium an der Fakultät für Elektrotechnik am Kauno politechnikos institutas (KPI). Von 1961 bis 1962 arbeitete er in Kėdainiai. Ab 1962 lehrte er bei KPI, ab 1993 als Professor. 
Von 1995 bis 1997 war er Mitglied im Rat und Bürgermeister der Stadtgemeinde Kaunas. Von 1997 bis 1999 war er Vizeminister für Verwaltungsreformen und Gemeindeangelegenheiten. 
Sein Grab befindet sich im Friedhof Karmėlava.